# イオンモール草津

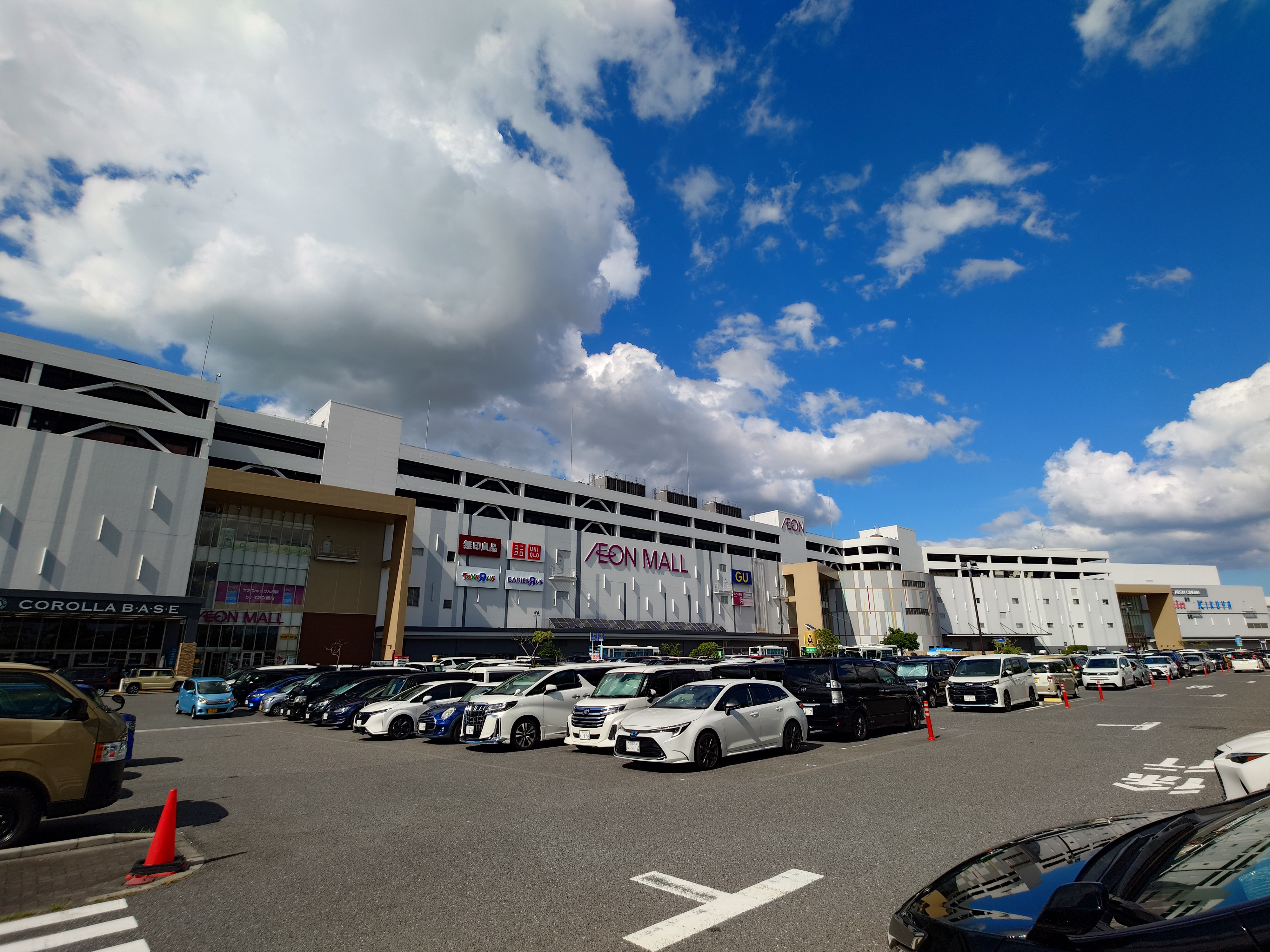
近江大橋側2

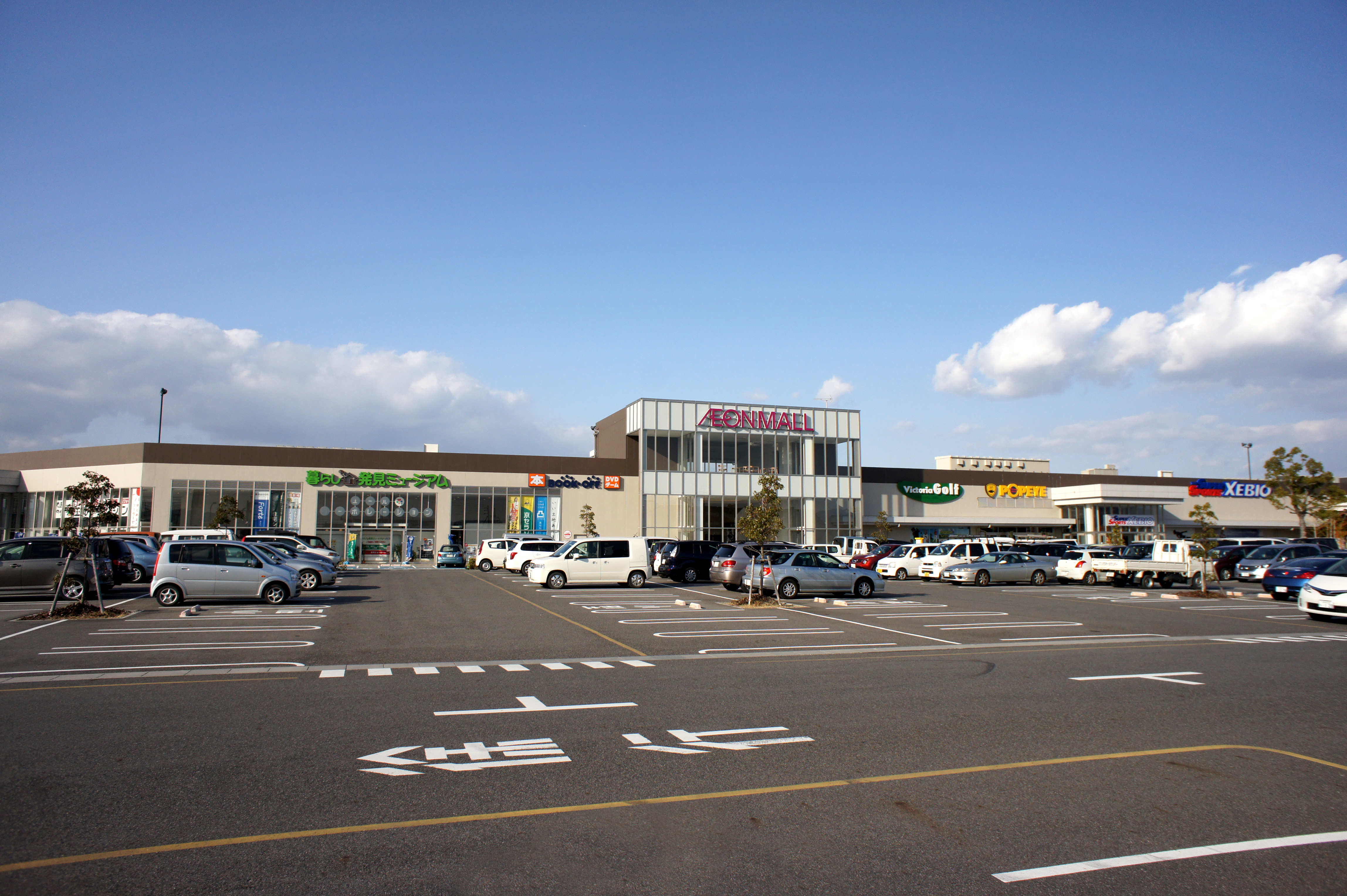
スポーツ&レジャー棟

イオンモール草津（イオンモールくさつ）は、滋賀県草津市に所在する、イオンモール株式会社運営のショッピングモール。

## 概要
2008年11月26日に開業。西日本最大級の商業施設であり、全長約400mにおよぶ大空間のエンクローズドモールには、核テナントのイオンスタイル草津（旧草津サティ）と、186の専門店およびイオンシネマ(旧ワーナー・マイカル・シネマズ)が入居する。商圏は自動車30分圏内の約20万世帯、約55万人としている。
開業から約1年5か月後の2010年4月28日にはスポーツ&レジャー棟に県内最大級の温浴施設「草津湯元 水春」が開業した。同年9月17日からは天然温泉の利用が開始された。

## 施設
周辺の環境に配慮して、太陽光発電設備や、夜間に製氷して昼間の冷房に利用する氷蓄熱式空調システムを導入している。これらの設備は他のイオンモールにも見られるが、当モールは「東アジア最大級のエコショッピングモール」と銘打たれている。また、敷地内には絶滅危惧種植物のミズタカモジを栽培した里山水田を再現している。
熱中症特別警戒アラート発令時のクーリングシェルターとして草津市から指定を受けている。これは滋賀県内の民間施設としては初である。イオンモール草津の共用部分やフードコートに約1万3千人の収容が可能としている。

### 諸元
イオンモール草津の諸元は以下の通り。
- 所在地 : 滋賀県草津市新浜町300
- 運営管理 : イオンモール株式会社
- 構造 : 鉄骨鉄筋コンクリート（一部鉄骨造）
  - モール棟 : 地上6階建
  - スポーツ&レジャー棟 : 地上2階建
- 敷地面積 : 165,410m2
- 建築延床面積
  - モール棟 : 165,134m2（建築確認申請面積）
  - スポーツ&レジャー棟 : 12,235m2（建築確認申請面積）
- 商業施設面積 : 86,000m2[注釈 1]
  - 店舗面積 : 60,000m2
  - 物販等の事業用面積 : 31,618m2　（主に飲食・シネマ・アミューズなど・通路）
- 駐車場 : 4,330台
- 営業時間[8]
  - イオンスタイル1F :7:00 - 23:00
  - イオンスタイル2-3F : 9:00 - 22:00
  - 専門店街 : 10:00 - 21:00
  - 1Fレストラン街 : 11:00 -22:00

### フロア構成
モール棟
- 1階 : イオンスタイル 食料品とヘルス&ビューティのフロア・イオンモール専門店街・レストラン街
- 2階 : イオンスタイル ファッションと服飾のフロア・イオンモール専門店街・イオンホール
- 3階 : イオンスタイル ホームファッションとキッズのフロア・イオンモール専門店街・フードコート
- 4階 : 本館立体駐車場
- 5階 : 本館立体駐車場
- R階 : 本館屋上駐車場・屋上緑化・太陽光発電パネル・展望台

スポーツ&レジャー棟
- 1階 : スーパースポーツゼビオ・HYPER FIT 24・サンミュージックハイパーバザール・草津湯元 水春
- R階 : 別館屋上駐車場

## 主なテナント

### メインテナント
モール棟
- イオンスタイル（1-3F）
  - 2024年1月現在「イオンスタイル大津京」（2024年1月10日一時閉店）の代替店舗として機能中。
- ジョーシン（1F）
- 喜久屋書店（2F）
- トイザらス・ベビーザらス（2F）

#### イオンシネマ
イオンシネマ草津（イオンシネマくさつ）はイオンエンターテイメントが運営する映画館（シネマコンプレックス）である。イオンモール草津の3階に入居している。
開館当時は株式会社ワーナー・マイカルが運営し、劇場名を「ワーナー・マイカル・シネマズ草津」と称していたが、2013年7月に同社がイオンシネマズと合併するとともに社名をイオンエンターテイメントに名称を変更したことに伴い、劇場名を現行のものに変更した。
2024年7月10日にリニューアルオープンした。
- シネマ1：316席
- シネマ2：248席
- シネマ3：161席
- シネマ4：200席
- シネマ5：159席
- シネマ6：105席
- シネマ7：105席
- シネマ8：105席
- シネマ9：157席

スポーツ&レジャー棟
- スーパースポーツゼビオ（1F）
- 草津湯元 水春（1F）

### ATMコーナー
1階にあるATMコーナーには、複数の金融機関により現金自動預け払い機 (ATM) が設置されている。このほか、イオン銀行のATMが複数箇所に設置されている。
地域金融機関
- 京都銀行
- 滋賀銀行
- 関西みらい銀行
- 滋賀中央信用金庫
- 京都信用金庫
- 京都中央信用金庫

その他
- ゆうちょ銀行
- JAバンク（JA草津市）

## 沿革

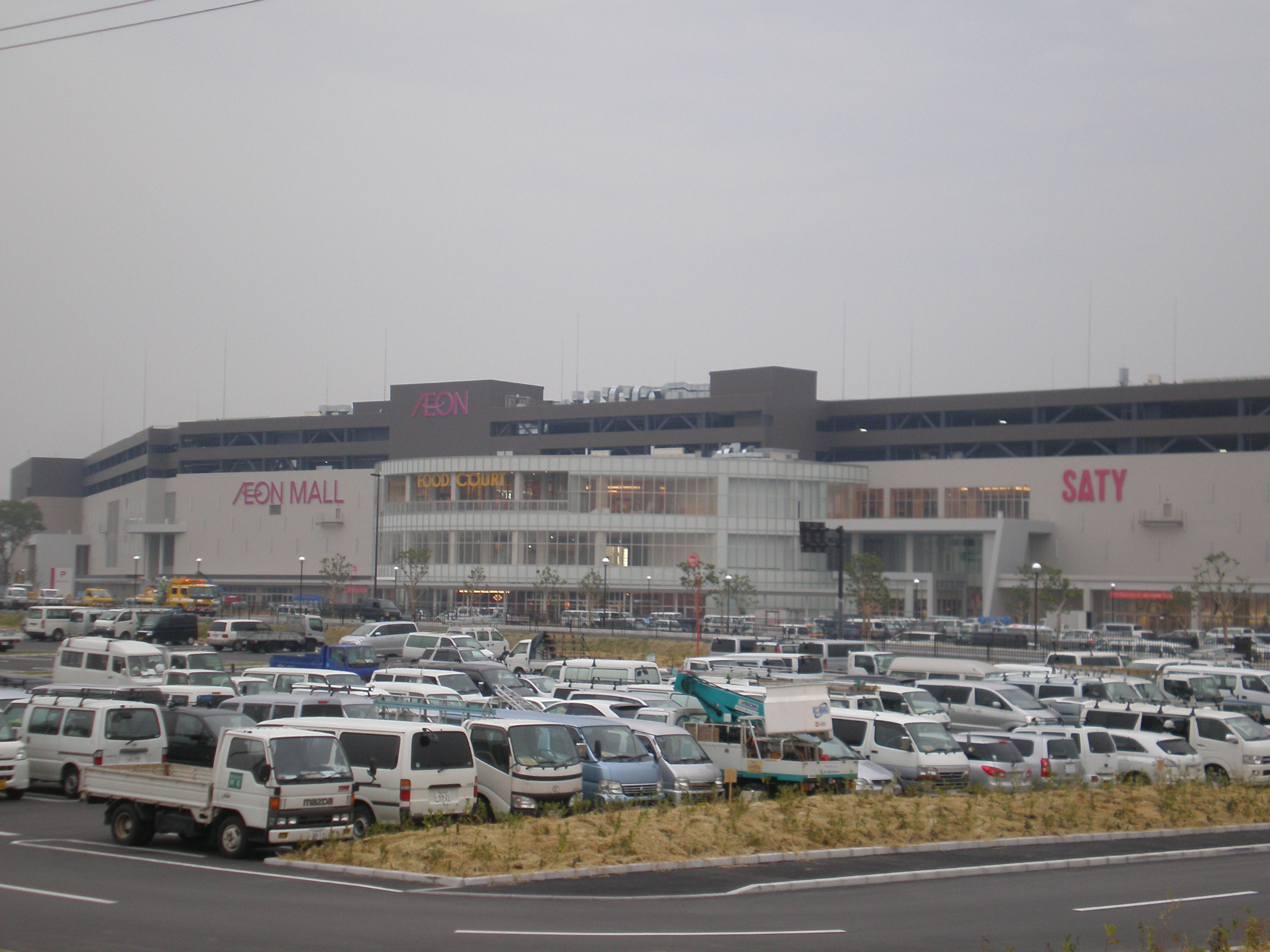
建設中の施設（北側）と工事車両
（2008年10月31日撮影）

- 2007年11月14日 : 建築確認済証交付。
- 2007年11月16日 : 竹中工務店が施設着工。
- 2008年1月31日 : 大規模小売店舗立地法届出。
- 2008年1月4日 : 店舗概要を正式発表。
- 2008年10月7日 : 開業日が11月26日と発表。
- 2008年10月12日 : 近隣住民ら約3,000人が、大小約21,000本の苗木を植樹する植樹祭を開催。
- 2008年11月18日 : 従業員約1,000人が参加する合同消防訓練を開催。
- 2008年11月21日 : 近隣住民向けにプレオープン。
- 2008年11月26日 : 正式に開業。
- 2010年4月28日 : スポーツ&レジャー棟に県内最大級の温浴施設「草津湯元 水春」がオープン。
- 2011年3月1日 : 核店舗の「草津サティ」が「イオン草津店」に改称。
- 2024年4月26日 : 施設環境や店舗の順次更新が完了し、リニューアルオープン[10]。

## 立地
近江大橋の取付道路（滋賀県道18号大津草津線）および湖岸道路沿いに立地し、敷地内には渋滞回避と全車左折での入場を目的とした専用のアクセス道路と信号機が設置されている。
近隣にはエディオン・ケーズデンキ・パワーセンター大津（スポーツデポ、プラージュなどが入居）など多数の大規模店舗が立地している。

### 周辺への影響
近江大橋付近の道路は開業前より混雑していたため、イオンモール出店によりさらなる渋滞の悪化が懸念されていたが、イオンモール側が約10億円を負担（一部、滋賀県道路公社との共同施工や滋賀県単独の施工箇所あり）し、県道の車線拡幅、右折左折専用車線の延長、近江大橋有料道路料金所ブース増設、駐車場の連絡地下通路の設置など様々な対策を行った結果、開業1ヵ月前と開業3ヶ月後の渋滞延長が大きく変わらない状況であった。なお、当モールの開業後、近江大橋の交通量は前年度に比べ1ヶ月あたり約4万台増加した。

### 近隣の商業施設との競合
滋賀県南部は京都や大阪のベッドタウンとして近年人口が急激に増加しているほか、草津市を中心とした半径約15Km圏内に大小の複合商業施設が多数立地している。また、当モールの開業前後には各施設の開業やリニューアルが相次いだ（後述）ほか、さらに2010年6月8日には京都府京都市南区にイオンモールKYOTOが、同年7月8日には竜王町に三井アウトレットパーク 滋賀竜王がそれぞれ開業している。

#### 同時期に開業・リニューアルした商業施設
当モールが開業した2008年秋季は、滋賀県南部を中心に多数の複合商業施設が開業またはリニューアルを行っている。主な施設は以下のとおり。
- ピエリ守山（守山市今浜町）

大和システムが開発し、2008年9月20日に開業。かつてはバロー、ヒマラヤおよび約200の専門店が入居していたが、競合店に勝てず店舗数が減少。2013年9月現在の店舗数は10店舗を切っている。またその後、2014年12月17日に大規模なリニューアルをサムティが行い、双日商業開発が運営している。
- エイスクエア（草津市西渋川）

綾羽が開発（専門店街を増築）し、2008年11月14日にリニューアルオープン。アル・プラザ草津、専門店街SARA、ディオワールドなどが入居している。
- フォレオ大津一里山（大津市一里山）

大和ハウス工業が開発し、2008年11月21日に開業。ピアゴ、エディオンおよび約100の専門店、大型アミューズメント施設、スポーツクラブが入居している。
2008年11月21日は、イオンモール草津のプレオープンとフォレオ大津一里山の開業が重なったため、周辺道路が混雑した。
- フレンドタウンコウカ（甲賀市甲南町竜法師）

平和堂が開発し、2008年11月13日に開業。フレンドマート、ケーヨーデイツーおよび専門店が入居。
- アル・プラザ堅田（大津市本堅田）

平和堂が開発（旧・平和堂堅田店を建て替え）し、2008年11月28日に開業。平和堂および約60の専門店が入居。

## 交通

### 自動車
- 名神高速道路・新名神高速道路
  - 彦根方面より - 瀬田東IC・草津田上IC
  - 京都・宇治方面 - 大津IC・瀬田西IC

### 公共交通機関
以下の各路線はすべて近江鉄道バスが運行する。なお、最寄りバス停は「イオンモール草津」である。
- 西日本旅客鉄道（JR西日本）東海道本線（琵琶湖線）各駅より。
  - 瀬田駅：イオンモール草津行きに乗車。
  - 南草津駅（西口）：イオンモール草津行きに乗車。
  - 草津駅（西口）：イオンモール草津経由、浜大津行きに乗車。
- 京阪石山坂本線・京津線びわ湖浜大津駅より。
  - イオンモール草津経由、草津駅西口行きに乗車。

## 周辺施設
- 近江大橋
- パワーセンター大津
- エディオン大津店
- 近新家具